# Хайтлина, Алина Кирилловна
Али́на (А́ля) Кири́лловна Ха́йтлина (до 2014 года носила фамилию Кудря́шева, однако и позднее использовала её в качестве творческого псевдонима; род. 10 ноября 1987, Ленинград) — русская поэтесса, российский и немецкий филолог.
Её известность началась в середине 2000-х годов благодаря стихам, которые она размещала в своём блоге в «Живом журнале». В 2007 году после размещения своего стихотворения «Мама на даче ключ на столе…» и выхода её первого сборника стихов «Открыто», стала на какое то время одним из самых читаемых авторов русскоязычной части «Живого журнала». С её именем связывали возрождение интереса к поэзии в молодёжной среде во второй половине 2000-х годов. Несмотря на популярность, не видела себя профессиональным литератором, и по окончании Санкт-Петербургского университета основное время посвятила работе по специальности, лишь иногда выступая с чтением собственных стихов. В ноябре 2012 года переехала на постоянное место жительства в Германию. В 2016 году выходит её второй поэтический сборник «Иногда корабли». В 2020 году выходит третий сборник — «Нестрашные коты», куда вошли её стихи для детей.

## Биография

### Ранние годы
Родилась 10 ноября 1987 года в семье технической интеллигенции в Автове, на юго-западе Ленинграда (с 1991 года — Санкт-Петербурга). По собственному признанию: «родилась и до 18 лет жила в Автово, на Краснопутиловской, 28, где соседей не слышно. Жили мы в таком прекрасном большом сталинском доме с высокими потолками. Нас там было много: я, сестра, мама, папа, бабушка ютились в двухкомнатной квартирке, поэтому, конечно, всегда недоставало личного пространства. Его приходилось строить самостоятельно: из одеял, диванов, ящиков, книжек и прочих подручных инструментов <…> У нас было так же, как и у всех детей технической интеллигенции той поры: много книг и уютная атмосфера. <…> Мама с папой всё время таскали нас в походы, давали принимать участие в их собственной жизни, никогда не говорили: „это для взрослых“ или „это для детей“. Мы с ними гуляли по Ладоге, попадали в шторм на байдарках, ходили по рекам и озёрам, разжигали костёр и пели у него песни <...> С ребятами со двора и одноклассниками же я никогда не общалась <...> Не было интереса». В 2001—2004 годы училась в Аничковом лицее и параллельно училась в музыкальной школе. Посещала клубы авторской песни, пела в хоровом ансамбле.
По собственному признанию, начала писать стихи «лет с четырёх; а осмысленно — лет с одиннадцати». При этом при этом сама она в 2011 году охарактеризовала свои стихи, написанные в 11 лет, как «страшную готическую херню», а также отметила: «У меня вообще плохая память на детство. Я ребёнком была недолюбленным друзьями, сильно младше всех, и помню ощущение: „Ого, меня читают! Меня хвалят! Меня… любят?“». Подборка из пяти её стихотворений, написанных в 2000—2001 годы, была напечатана в сборнике стихотворений юных поэтов «Новые имена Санкт-Петербурга», выпущенном в 2002 году к 300-летию Санкт-Петербурга. В 2003 году принимает участие в конкурсе юных поэтов, организованного фондом «Новые Имена», где занимает 3 место.
3 июня 2003 года в возрасте 15 лет при помощи подруги завела блог izubr на платформе livejournal.com, которая в то время набирала популярность в рунете: «Когда я училась в школе, у меня был узкий круг общения „в реале“, и просто хотелось, чтобы меня любило много людей. Тут одна подружка говорит: „Давай я заведу тебе ЖЖ“». Именно её подруга выбрала для её блога название изюбрь, которое услышала от самой Алины, и даже «вывесила первые несколько моих стихов. А потом всё завертелось. Сначала писала что попало, но когда подписчиков стало много, я поняла, что есть некоторые рамки, которые меня ограничивают, что люди от меня чего-то ждут». Впоследствии она отметила: «ЖЖ для меня был местом, где я познакомилась, собственно, с большой частью моих друзей. Миром, в который можно было убежать, когда в офлайне всё было не очень. И откуда можно было гордо уйти в реальный мир, если не очень становилось уже там. Ну и потом вернуться, конечно».
Закончив в 2004 году Аничков лицей, в том же году поступила на дневное отделение факультета филологии и искусств Санкт-Петербургского государственного университета, на кафедру теории языкознания. «Я выбирала между филологией и историей, а на филфак оказалось проще поступить, потому что были олимпиады, и для поступления мне нужно было сдать только один экзамен». По собственным воспоминаниям, «не прижившись в компании толкинистов, с которой общалась сестра, я нашла собственную — с песнями, гитарами, хождениями по крышам и прочей романтикой». С октября 2004 года принимала участие в турнирах по спортивной версии «Что? Где? Когда?», выступала за ряд петербургских команд. В возрасте 18 лет она переезжает от родителей на улицу Савушкина около Лахты.

### Обретение популярности

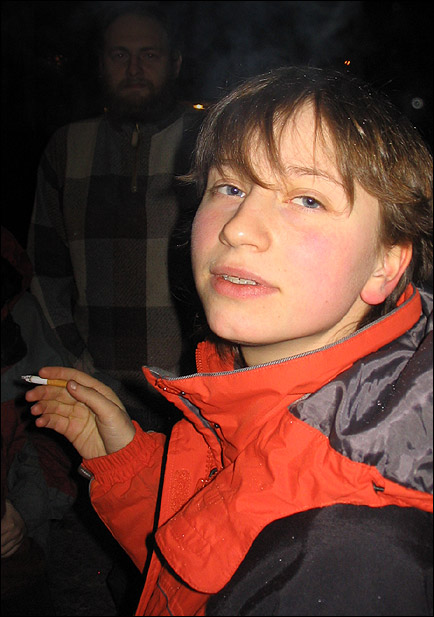
Алина Кудряшева на квартирнике. Москва, 2007

В тот период она начинает приобретать известность в среде читателей «Живого Журнала». «Количество френдов резко выросло» после того, как она 29 мая 2005 года разместила стихотворение «Я работаю солнечной батареей…». Услышав от одного человека, что ему «вообще неинтересно читать про мою жизнь». 11 сентября 2005 года завела себе второй блог xelbot, где писала главным образом о своей жизни, а в блоге izubr публиковала преимущественно новые стихи. В июле 2005 года стала лауреатом бардовского фестиваля «Второй канал», проходившего под Серпуховом, участвовала в фестивале юношеской песни «Зимородок» (2005 и 2006 года). В декабре 2006 года победила в конкурсе молодых поэтов «ПОЭТому» в двух номинациях: основной и номинации любовной лирики. В 2007 году привлекла к себе внимание благодаря стихотворению «Мама на даче, ключ на столе…» (размещено в её блоге 23 мая 2007 года), которое также привело к резкому росту её популярности и числа подписчиков в «Живом журнале». Татьяна Алексеева так отмечала причину её популярности: «Аля — поэт, который пишет не для читателей, а про них. Колдует, рисует, выпевает из того опыта, который знаком каждому. Горячий, сиюминутный поток чувств, удивлённо открывающих себя, каждый когда-то ощущал хотя бы на мгновение. Состояние расширяющегося пространства, острой нежности и нужды в другом, яростной потребности поделиться — всё это обрушивается на человека в юности. <…> [Аля Кудряшева] говорит за всех и обо всех — с поразительной чистотой и яркостью, доверием к чувствам и искренностью. А для людей зрелого возраста стихи Кудряшевой, похоже, открывают ход в собственное ускользнувшее прошлое».
На Кудряшеву обратил внимание директор издательства «Геликон Плюс» Александр Житинский, занимавшийся поиском молодых талантливых поэтов в интернете. По словам Житинского, «прочитав всего пару стихотворений», он понял, что имеет дело «с совершенно неординарным случаем. <…> У неё есть главное, чего нет у огромного большинства нынешних поэтов, даже очень хороших, — свой читатель, не пишущий стихов. Не цеховой читатель. И таких читателей с каждым днём всё больше». Сами её стихи он назвал «великолепнейшими по интонации, искренности». В сентябре 2007 года, когда дебютный сборник Алины готовился к изданию, число подписчиков её журнала составляло около 4,5 тысяч. В октябре 2007 года Геликон Плюс издаёт дебютный сборник её стихов под названием «Открыто». Первоначальный тираж в 500 экземпляров был раскуплен в считанные дни, и впоследствии книга несколько раз допечатывалась. В декабре 2007 годах Алина вновь принимает участие в конкурсе молодых поэтов «ПОЭТому», где становится победителем конкурса во всех четырёх текстовых номинациях. Высокую оценку данной книге дал поэт и литературовед Дмитрий Быков в литературном обзоре итогов 2007 года: «Кудряшевой двадцать лет, она бывает и вторична, и чрезмерно экзальтирована, и порой „с усердием вламывается в открытые двери“, но отрицать её удивительный талант невозможно. <...> Во всей генерации нынешних студентов свой голос есть у неё одной, хотя отдельные удачные стихи есть у множества ровесников и ровесниц <...> В общем, „Открыто“ — вполне открытие». Рок-музыкант Александр Васильев также высоко оценил её творчество, отметив, что она «в 20 лет пишет так, как писал Бродский в 35-37», и даже положил на музыку некоторые её стихотворения. 10 января 2008 года в Центре современной литературы и книги на набережной Макарова, 10, состоялась презентация её книги и творческий вечер. В марте на её блог izubr было подписано уже около 6000 пользователей ЖЖ, что позволило ему войти по этому параметру в первую двадцатку рейтинга русскоязычного ЖЖ. В мае 2008 года же года в «Новой газете» отмечалось: «С недавних пор Аля Кудряшева „прописана“ на первой странице рейтинга русскоязычного сегмента ЖЖ, обойдя аккаунты Дмитрия Диброва, Леонида Парфёнова, Бутч, Макса Фрая, Александра Житинского и многих других <...> Сама Аля старается на популярность свою особого внимания не обращать, и пока у неё вроде бы неплохо получается». Положительно оценил поэзию Кудряшевой литературный критик Юрий Архипов в 2009 году: «Стихи явились как удивляющий синтез старины и новизны — в какой-то лёгкой, словно бы в разреженном воздухе взвеси. Насквозь петербургские, с зыбким маревом рисунка и тона, идущими в этом городе особенно со времён Иннокентия Анненского и Михаила Кузмина, графа Василия Комаровского, Сологуба, Блока, — вплоть до Вагинова и прочих ёжиков, вышедших из тумана, из не то околоземного, не то заоблачного пространства. В этой пустой и просторной полости будут храниться слова, но главное — будут храниться звуки… И в то же время был в этих стихах какой-то новый звук, явная современность. И дело не в том, что в них постоянно мелькают слова компьютер, сайт, блог, дедлайн и онлайн. <…> Тут голос поколения, снова потянувшегося к всевышнему и ни в чём не уверенного». Вместе с тем, помимо «находок и удач», он отметил и «сбои» в её дебютном сборнике: «В начале — ребячливая попытка выдавать на-гора амбициозные притчи (например, про пингвина и рыбу). В конце — дань всеобщей и недостойно дурацкой моде пользоваться матом — мазать акварель и пастель чёрной краской». По состоянию на май 2008 года её журнал имел более 7 тысяч подписчиков, в феврале 2010 — более 10 тысяч, в начале 2011 года — более 13 тысяч.
Взлёт популярности Али Кудряшевой пришёлся на период низкого интереса к поэзии среди широкой публики в России. Как отмечала Анна Мерзлякова в издании «Новая университетская жизнь»: «В начале „нулевых“, когда большие бунты прошли, а люди немного пополнели, казалось, что поэзия стала уж совсем камерной, превратилась в баловство интеллектуалов. Ведь в эпоху хайтека, пробок и „белых воротничков“ сказать, что пишешь стихи — практически расписаться в собственной несерьёзности». Однако успех поэтических блогов Али Кудряшевой и Веры Полозковой, также прославившейся благодаря стихам в «Живом Журнале» и выпустившей в начале 2008 года дебютный сборник в том же издательстве «Геликон Плюс», смог показать, что поэзия может быть популярной среди молодёжи. Заговорили о новом явлении — сетевой поэзии. Поэт и литературный критик Андрей Пермяков в 2008 году констатировал, что «впервые за двадцать, если не более, лет появился такой феномен поэзии двадцатилетних для двадцатилетних». Литературный критик Алексей Саломатин с иронией отмечал, что в то время, когда современных русскоязычных поэтов «читают в основном коллеги по цеху да филологи-специалисты, <…> молодых авторов Веру Полозкову и Алину Кудряшеву вполне можно назвать живым воплощением поэтической „американской мечты“: контракты с издательствами, регулярные творческие вечера и гастроли, многотысячная армия поклонников, штурмующих живые журналы своих кумиров, и хор голосов, повторяющих: „В наше нелитературное время они вернули интерес к поэзии!“». Литературный критик Аркадий Застырец отмечал в 2013 году, что хотя интернет представляет большие возможности для самовыражения, редко кому из поэтов удавалось подобно Але Кудряшевой добиться популярности благодаря интернету, так как «для этого нужен талант великого масштаба». В Энциклопедическом словаре «Литераторы Санкт-Петербурга. XX век» (2011) отмечалось, что «бурно обсуждаемое в интернет-сообществе тв[орчест]во К[удряшевой] получило на удивление мало откликов в „официальной“ печати».

### 2009—2012 годы
В 2009 году окончила Санкт-Петербургский университет с красным дипломом, защитив дипломную работу «Способы выражения модальности в чаплинском и науканском эскимосских языках» (научный руководитель Н. Б. Вахтин). Затем поступила в Европейский университет в Санкт-Петербурге по направлению «этнология». Занималась антропологическими исследованиями, связанными с языком и культурной средой глухих: «Началось с курсовой о поэзии глухих — оказалось, что она почти не изучена. Эта поэзия основана как на семантике, так и на визуальном ритме и рифме. Язык людей с нарушениями слуха — образный, целая фраза может быть показана одним жестом, к тому же пространство задействуется непосредственно. Сообщество неслышащих очень закрытое, но мне повезло с человеком, который ввел меня туда. Это известный сурдопереводчик, он сказал: „Это хорошая девочка, она хочет учить жесты, будьте к ней добры“».

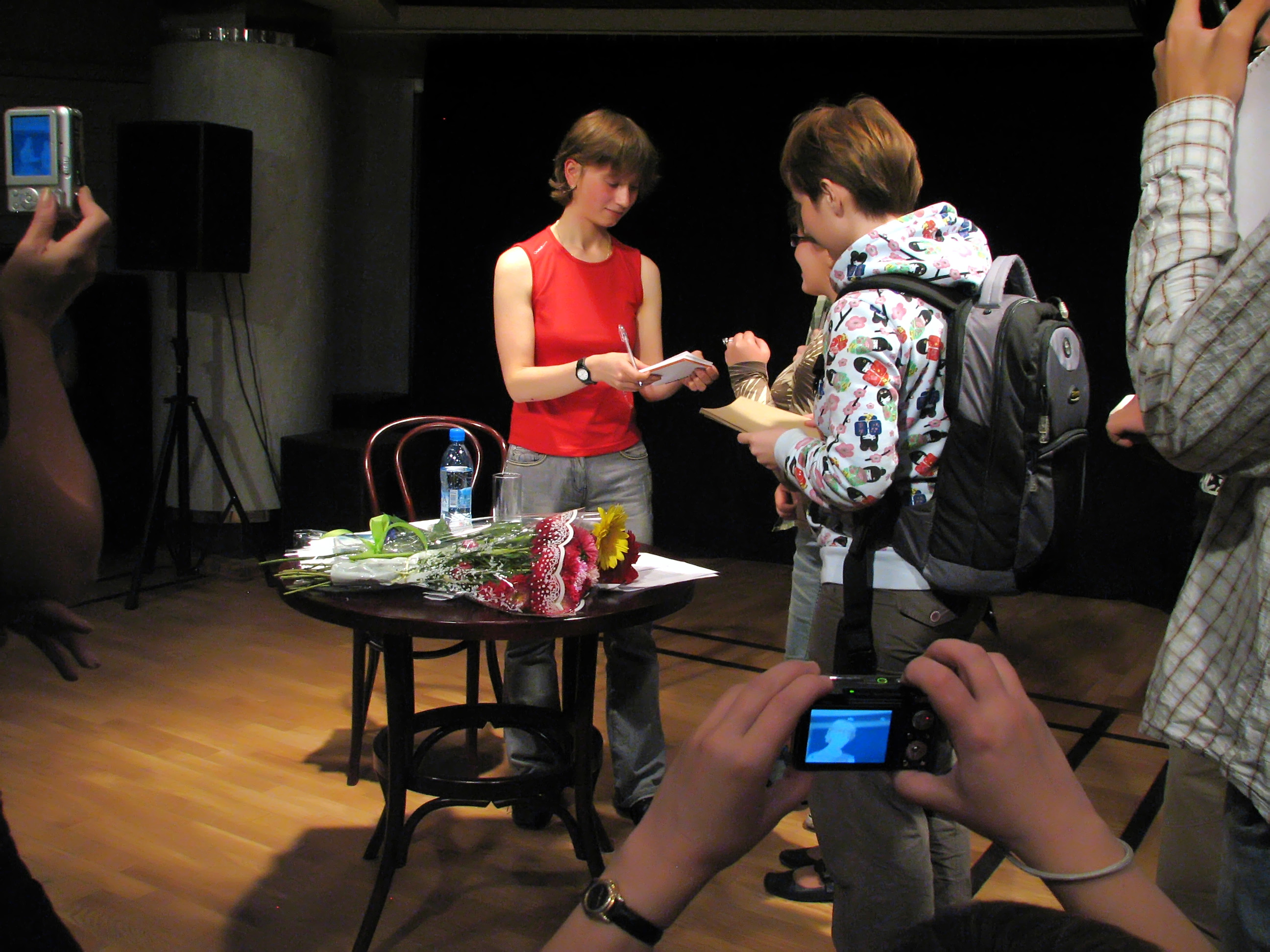
Творческий вечер в Театральном центре «На Страстном»

О популярности Кудряшевой свидетельствовало то, что здание Театрального центра «на Страстном» в Москве не смогло вместить всех желающих, пришедших на её творческий вечер, прошедший 14 сентября 2009 года. На сайте «Татьянин день» отмечалось: «На вечере не предполагалось билетов и приглашений, но через некоторое время охранники перестали пускать внутрь: мест, дескать, нет. „Дяденька охранник, я их пускаю!“ — прокричала Аля, и народ вошёл, хотя в зале и правда давно уже стояли вдоль стен и сидели на всех лестницах». Анна Мерзлякова отмечала: «Аля Кудряшева — не публичный поэт, хотя её авторские выступления проходят в полных залах. Примечательно, что степень таланта у девушки прямо пропорциональна её скромности. Называться „поэтом“ Кудряшева не любит и не считает нужным».
26 июля 2010 года вышла аудиокнига «Три, два, один», содержащая 34 стихотворения в авторском исполнении и бонус-трек «Улица тонет в шуме» в исполнении Веры Полозковой. Для каждого стихотворения Сергеем Геокчаевым была написана оригинальная музыка. В аннотации издательства об этом альбоме говорилось: «Этот альбом уже выходит за грань просто аудиокниги, хотя и музыкальной пластинкой его пока трудно назвать. В некотором смысле „Три, два, один“ — диск экспериментальный. В каком-то треке можно услышать классические нотки, в каком-то рок-н-ролльные басы и гранжевую гитару, а какие-то стихотворения звучат с типично британским акцентом в музыкальной подаче, потому что читаются под трип-хоп». В том же году подобная аудиокнига вышла и у Веры Полозковой, музыку к которой также написал Сергеей Геокчаев. Кудряшева и Полозкова стали первыми из поэтов, кто выпустил музыкальные альбомы с декламацией своих стихов под музыку. В отличие от Полозковой, которая, наняв музыкантов, устроила гастрольный тур с исполнением собственных стихов под музыку, Аля Кудряшева не стала более делать ничего подобного.
В сентябре 2011 года получила премию «Топ-50: Самые известные люди Петербурга» журнала «Собака.ru» в номинации «литература». Вместе с тем в интервью данному журналу она сказала: «Мне кажется, в литературной среде не любят таких, как я и Вера Полозкова. Там ориентируются друг на друга, а мы пишем прямо „в народ“. Несколько раз я ходила на поэтические тусовки и поняла, что так называемая литературная жизнь меня не влечёт. Не понимаю, как можно жить литературой. <...> Стихи — важная часть моей жизни <...> Но мне никогда не приходило в голову, что человека можно уважать за стихи, что ими можно гордиться, тем более я не связываю свою будущую жизнь с литературой. Дальнейшее я вижу так: напишу диссертацию, потом, возможно, поеду на стажировку за границу». В том же году статья о Але Кудряшевой с анализом её творчества, в том числе сборника «Открыто», появляется в двухтомном энциклопедическом словаре «Литературный Санкт-Петербург. XX век».
В 2011 году защитила магистерскую диссертацию на тему «Варианты языков и типы носителей в российском сообществе глухих», после чего под руководством И. В. Утехина начала работать на диссертацией «Социолингвистическая ситуация в смешанных семьях глухих и слышащих в России». Также занималась составлением корпуса письменного языка глухих. В конце 2011 года она отмечала, что помимо научной работы, «Большую часть времени я занимаюсь фигнёй, туплю, веду активную социальную жизнь. <…> У меня замечательные коллеги, прекрасный состав моего курса аспирантуры, и мне хватает эмоций, которые я получаю там». В это время её творчество пользовалась устойчивой популярностью. Её литературные вечера, проходили хотя и нечасто, «зато с поистине большим размахом», а сама она накануне своего отъезда из России характеризовалась как один «из самых известных сетевых поэтов».

### В Германии
В ноябре 2012 года уезжает жить и работать в Мюнхен, где становится сотрудницей культурного центра «Город». По собственному признанию: «В Мюнхен я переехала в 24, руководствуясь чисто прагматическими соображениями: меня позвали сюда работать. Конечно, если бы я выбирала, то выбрала бы Гамбург». Поселившись в Германии, продолжила изучение жизни билингвов в аспирантуре Франкфуртского университета, играла в «Что? Где? Когда?» за местные команды. В августе 2014 году сообщила о том, что сменила фамилию, став Алиной Хайтлиной.
Находясь в Германии, приняла участие в подготовке краткого русско-немецкого и немецко-русского словаря, который вышел в 2015 году и удостоился положительной оценки в немецкой критике. В сентябре 2015 года Дмитрий Быков отмечал: «Некоторые её стихи мне очень нравились. То, что сейчас, кажется мне пока ещё разбегом перед новым прыжком. Возможно, она должна очень радикально измениться и уж конечно должна начать писать короче». Также он выразил сожаление по поводу её отъезда из России. К тому времени она сворачивает свою активность в «Живом журнале», некогда принёсшим ей известность: в феврале 2014 году она прекращает вести свой блог xelbot, 27 июня 2016 года в последний раз она публикует стихи в своём основном блоге izubr.
В сентябре 2016 года выходит её сборник стихов «Иногда Корабли». Книга выпущена под привычным публике именем Аля Кудряшева, в выходных данных указан 2017 год. «Независимая газета» написала, что этот сборник: «эклектичен, если не сказать экспериментален. <…> Главенствуют темы любви и смерти, судьбы, родного города, ощутимы влияния поэтических мэтров. Тем не менее это живая тревожная картина души, форма, которую выбирает автор, подчиняется состоянию. Здесь вся палитра размеров и строфик. Пружинистый плясовой ритм сменяет расшатанный утекающий в строку поток зафиксированных визуальных образов». Стихотворение «Иногда Корабли» было включено Андреем Орловским в сборник «Живые поэты», вышедший в 2018 году. Там же обозначены три её любимых поэта: Райнер Мария Рильке, Ася Анистратенко, Дмитрий Коломенский
15 октября 2019 года выпускница аспирантуры Череповецкого государственного университета Анна Горушкина защитила диссертацию «Лингвокультуремы в структуре современного поэтического дискурса сетевого автора Али Кудряшевой: функциональный аспект изучения» на соискание учёной степени кандидата филологических наук. Диссертация была написана на основе анализа 412 стихотворений, размещённых Али Кудряшевой в поэтическом блоге в период с 2003 по 2017 год. В работе отмечалось, что ранее «творчество санкт-петербургской поэтессы не было подвержено полноценному анализу».
В 2020 году стихотворения вошли в вышедшую в том же году антологию «Возврату не подлежит», объединённую темой пандемии COVID-19. В декабре 2020 года в издательстве «Лайвбук» выпустила книгу стихов для детей и про детей «Нестрашные коты». Сама она описала книгу так: «Эта книжка детских стихов, стихов про людей и для людей, которым от одного года до девяти, у которых число лет ещё выглядит как одна циферка. Про то время, когда ни про что нельзя сказать, что оно хорошее или плохое — оно всегда очень хорошее или ужасно плохое. Про людей, для которых мир ещё совсем такой новенький, хрустящий, только что вынутый из упаковки, и на каждом шагу ожидает что-то удивительное». 13 февраля 2021 состоялась онлайн-встреча с презентацией данной книги.

## Блоги
В 2008 году Кудряшева так характеризовала свой поэтический блог: «Я считаю, что журнал Izubr пишет уже не человек, а именно пользователь Izubr. Это такая специальная машинка, которая не может сказать фразу, не оформив её художественно; и которая, написав любое предложение, даже самое случайное, помнит, что его прочитают 6 тысяч человек». В её основном блоге izubr заголовочную функцию выполняют главным образом цитаты, отсылающие читателя к тому или иному литературному или музыкальному произведению, что помогает подготовить читателя к восприятию текста. Каждая запись сопровождается указанием даты и времени написания текста и сопровождается такими подпунктами, как «Музыка» и «Настроение». По негласным правилам ведения «Живого Журнала», раздел «Музыка» отражает те композиции, которые прослушиваются автором в момент создания поста. Из 412 опубликованных в блоге стихотворений 205 (49,8 %) не имеют собственного оригинального заглавия, в качестве которого выступает цитированный фрагмент другого автора. Как правило, данные заглавия снабжены знаком копирайта. Наиболее частотными для цитирования являются музыкальные источники (135 употреблений), которые представлены жанрами бардовской песни (40 авторов-бардов в 92 названиях текстов) и русского рока (43 употребления различных исполнителей). Также встречаются цитаты из русскоязычной прозы, поэзии, детской литературы XIX—XXI веков, зарубежной прозы. Единичные случаи представляют собой заимствования из кинофильмов, цитирование крылатых выражений, записей блогов других пользователей «Живого Журнала». Это даёт возможность прочтения стихотворения сквозь призму текста-источника заголовочной цитаты, хотя в большинстве случаев заголовочная цитата соотносится с текстом лишь на ассоциативном уровне. Цитаты, выносимые в названия, зачастую являются фрагментами музыкальных композиций, прослушиваемых автором в определённый промежуток времени. Вероятно, взаимосвязь содержания произведения и его названия может иметься на глубинном подсознательном уровне.
11 сентября 2005 года завела себе второй блог xelbot, который отличался бо́льшей неформальностью и автобиографичностью. После того, как журнал был заведён, Кудряшева написала, что в блоге xelbot «будет то самое, чем я по сути являюсь — нервная обидчивая девочка 17 лет от роду. А то есть: нытье, лытдыбры, пафос, объявления, просьбы, зарисовки, жалобы… <…> Вот зачешется у izubr левая пятка, поймет она, что миру стоит об этом знать — так тут же xelbot напишет». Позже, в 2011 году она отмечала: «не считаю, что я и мои стихи — это одно и то же. Второй блог читают те, кому интересна я. Здесь я общаюсь с друзьями, не оглядываюсь на аудиторию, могу послать всех на фиг, если захочется… Зачем мне перед кем-то оправдываться за то, что я обычный человек? Нет, я этим горжусь». В целом, в обоих блогах она помещала как стихи, так и рассказы о себе, и не конструировала отдельных образов себя для разных блогов.
Не ограничивалась только размещением текстов в обоих блогах, активно общалась со своими читателями с помощью комментариев, а также устраивала литературные встречи с ними вне ЖЖ. В марте 2008 года: «Когда меня читали сто человек, я всех их знала, когда меня читали 200 человек, я тоже всех знала. Даже когда меня читала уже тысяча человек, я, в общем-то, догадывалась, что все они из себя представляют. Я просматривала журналы всех, кто добавлял меня в друзья, встречалась с некоторыми. <…> Я время от времени встречаюсь с теми, кто меня читает — они прекрасные люди, они занимаются интереснейшими вещами, у них замечательные дети, друзья, и… и когда я думаю, что они все такие прекрасные, и их так много, что не охватить, то мне становится страшно». Как отмечал в 2010 году Алексей Саломатин, «поклонники её в большинстве своем <…> массовых крестовых походов на идеологического противника не устраивают, в блоге своего кумира оставляют комментарии в духе „Это гениально!“ или „Спасибо Вам!“, порою впадают в экстатическую глоссолалию, порою — доверительно сообщают, что „после Цветаевой у нас такого НЕ БЫЛО. Это точно“». В 2015 году Дмитрий Быков с сожалением говорил: «Кудряшева очень испорчена ранней славой — даже не ранней, а вот этим хором восторженных девушек, которые пишут: „До слёз! Пробило! Продрало! Вы святая! Неописуемо!“ (или в лучшем случае: „Улыбнуло“). Всё это — такая пошлятина! Мне кажется, поэт не должен зависеть от аудитории, или зависеть от неё минимально, или эта зависимость должна быть другой, а не каментовой».
23 феврале 2014 году она прекращает вести свой блог xelbot, 27 июня 2016 года в последний раз она публикует стихи в своём основном блоге izubr. 30 апреля 2018 года объявляет, что «этот журнал я вряд ли буду обновлять ещё, а всякие глупости переехали на фейсбук, где счастливо и живут».

## Личная жизнь
4 декабря 2015 года сочеталась браком с Юрием Давыгорой. Двое детей.

## Публикации
сборники стихов
- Открыто. — СПб.: Геликон Плюс, 2007. — 128 с. — ISBN 5-93682-446-3.
- Три, два, один. Аудиокнига. — М.: КонтентМедиа, 2010.
- Иногда корабли. — М.: Лайвбук, 2017. — 176 с. — ISBN 978-5-9908083-1-7. (на самом деле вышла в 2016 году)
- Нестрашные коты. — М.: Лайвбук, 2021. — 96 с. — ISBN 978-5-907056-47-3.
  - Нестрашные коты / иллюстрации Т. Русситы. — М.: Лайвбук, 2023. — 95 с. — ISBN 978-5-907056-47-3. — 1000 экз.

подборки стихотворений в коллективных сборниках
- Новые имена Санкт-Петербурга: Поэтический сборник / Сост. С. Б. Фёдорова, А. А. Шевченко — СПб.: Арт-Вилар, 2002. — С. 106—111 (5 стихотворений; как Алина Кудряшева)
- ПОЭТому-2006. Избранное. Сборник стихотворений — СПб.: Соло, 2006. — С. 22-29 (5 стихотворений; как Алина Кудряшева)
- ПОЭТому-2007. Избранное. Сборник стихотворений — СПб.: Соло, 2007. — С. 50-57 (4 стихотворения; как Алина Кудряшева)
- Книга, которая приносит счастье. Харьков, 2010.
- Живые поэты: [сборник / гл. ред., авт. предисл. Андрей Орловский]. — Москва : Бомбора : Эксмо, 2018. — 247 с. — ISBN 978-5-04-093051-7 (стихотворение «Иногда Корабли»; как Аля Кудряшева)
- Возврату не подлежит: Стихи. Антология / Сост. Стефания Данилова. — Таганрог: Нюанс, 2020. — 206 с.

доклады
- Глухие дети в семьях слышащих: что говорят родители? Доклад на аспирантском семинаре ЕУ СПб. 2011
- Грамматические особенности письменного русского языка глухих. Доклад на аспирантском семинаре ЕУ СПб. 2011
- Социолингвистическая ситуация в российском сообществе глухих: варианты языка и типы носителей. Выпускная квалификационная работа. — СПб.: ЕУ СПб. 2011
- Soziolinguistische Situation in Russische Gehörlosengemeinschaft in Deutschland. Проект исследования для Humboldt Universität Berlin. 2012
- Слышащие дети из семей глухих: что говорят дети? Доклад на аспирантском семинаре ЕУ СПб. 2012

редакция и составление
- PONS, Kompaktwörterbuch Russisch: mit Online-Wörterbuch. Russisch — Deutsch, Deutsch — Russisch; [130.000 Stichwörter und Wendungen; für Alltag und Beruf] (нем.) / [Bearb. von: Alina Khaitlina …]. — Neubearb., 1. Aufl.. — Stuttgart: PONS GmbH, 2015. — 1964 S. — ISBN 978-3-12-517973-8.
- Basiswörterbuch Russisch : mit intelligentem Online-Wörterbuch : Russisch — Deutsch, Deutsch — Russisch (нем.) / bearbeitet von: Alexandra Berlina, Anette Dralle und Alina Khajtlina. — Stuttgart: PONS GmbH, 2017. — 1024 S. — ISBN 978-3-12-516090-3.
- PONS Kompaktwörterbuch Russisch : Russisch - Deutsch, Deutsch - Russisch (нем.) / bearbeitet von: Alina Khajtlina, Dr. Manfred Schruba und Dr. Werner Wolski. — Stuttgart: PONS GmbH, 2018. — 1964 S. — ISBN 978-3-12-516127-6.
- Basiswörterbuch Russisch : Russisch - Deutsch, Deutsch - Russisch (нем.) / bearbeitet von: Alexandra Berlina, Anette Dralle und Alina Khajtlina. — Stuttgart: PONS GmbH, 2020. — 1024 S. — ISBN 978-3-12-516090-3.